# Sistan và Baluchestan (tỉnh)
Tỉnh Sistan và Baluchestan (tiếng Ba Tư: استان سيستان و بلوچستان, Ostān-e Sīstān-o Balūchestān) là một trong số 31 tỉnh của Iran. Nó nằm ở phía nam, giáp biên giới với tỉnh Balochistan của Pakistan và các tỉnh Farah, Nimruz của Afghanistan. Thủ phủ của tỉnh là thành phố Zahedan.
Đây là tỉnh có diện tích lớn nhất của Iran, với diện tích 181.785 km² và dân số 2,4 triệu người. Các huyện thuộc tỉnh này là Chabahar, Qasar-qand, Dalgan, Hirmand, Iranshahr, Khash, Konarak, Nikshahr, Saravan, Sarbaz, Soran, Zabol, Zaboli, Zahedan và Zehak.
Người Baluch là dân tộc đa số trong tỉnh, tiếp đến là người Ba Tư Sistani. Cộng đồng người thiểu số sống ở Kurds (cao nguyên phía đông và gần Iranshahr, Pashtuns (ở phía bắc người Sistan), người Brahui (ở biên giới giữa Iran và Pakistan), và những nhóm nhỏ khác như người Gypsies cũng sống ở tỉnh này.
Ngày 16 tháng 4 năm 2013, một trận động đất mạnh 7,8 độ đã xảy ra tại đây, gây thiệt hại về người và vật chất.